# 警廃事件
警廃事件（けいはいじけん）は、1926年（大正15年）7月18日に長野県長野市の城山公園で起きた、長野県警察部による警察署の統廃合に対する反対運動。運動の過程で暴徒化した住民らが県庁などを襲撃し、騒擾事件に発展した。
当時の報道では長野騒擾事件という呼称が使われた。

## 事件の発端
1926年6月15日、内務省は、各府県に対し、地方官官制改正に伴う警察機構の整理(警察署の新設及び統廃合・警察分署の全廃など)を通達した。これを受け、当時の長野県知事である梅谷光貞は機構改革に着手した。
当時、長野県内には警察署と警察分署がそれぞれ16ヶ所ずつ存在したが、人口動態の変化などで、署の配置に実態との不整合が生じていた。そこで、梅谷は警察官を数ヶ所の大規模署に集約し、事件等に応じて出動させる方式（いわゆる大警察主義）を採用し、県警察部に改革案作成を命じた。
しかし、警察部内では梅谷の大警察主義に反対する意見が多かった。当時の警察部長である竹下豊次も反対派であり、梅谷には「警察署数を維持した上で分署を統廃合する」という改革案を提出した。当然、梅谷は竹下案をつっぱねたが、竹下も譲らず両者の対立が続いた。最後は梅谷が知事命令で半強制的に竹下を従わせ、大警察主義に沿った改革案をつくらせた。その結果「7月1日をもって3署14分署を廃止する」という改革案がつくられ、梅谷によって正式に採用された。
そして、6月30日、梅谷は県民に対し事前に何の説明もしないまま上記の改革案を告示し、翌日即実行に移した。梅谷が実施の前日まで廃止を告知しなかったのは住民の反発を防ぐためであったが、その暴挙が逆に県民の反感を買ってしまい、廃止された岩村田署・中野署・屋代署管内の三つの町(岩村田町、中野町、屋代町)の住民らによって、すぐさま反対運動が開始された。

## 事件の概要

### 騒擾事件化以前
反対運動は、当初県への陳情など平和的な手段を用いて行われた。しかし、県は住民側の意見を一向に聞き入れなかったため、住民の間に不満が広がり、三町統一の運動組織「復活期成同盟」が結成されるなど、反対運動も次第に激化していった。
反対運動の高まりを受け、復活期成同盟は、7月18日に長野市の城山公園において県民大会を開催することを決定した。この大会自体は警察の許可を受けたものであり、混乱を避けるため、警察官による警備の上、三町民がそれぞれ別ルートで長野市入りするという条件で警察と合意していた。
そして、大会当日、一番初めに長野市入りした岩村田町民の第一陣400人は、無事に城山公園に到着した。しかし、次に長野市に着いた岩村田町民の第二陣以降、反対運動は暴動化することになる。

### 騒擾事件化
長野市入りした岩村田町民の第二陣300人は、少し遅れて到着した屋代町民400人と合流し、警察官による警備の中、城山公園に向かっていた。しかし、長野県庁付近を通った際、誰からともなく県庁に向かうよう声が上がり、興奮した群衆は警察官の制止を振り切って県庁に向かった。
県庁に着いた町民は、県庁を警備していた警察官に集団で暴行を加え、隣接する巡査教習所（今の警察学校）に投石するなど、完全に暴徒と化した。
群衆は県庁を出ると、次に梅谷の住む県知事官舎と警察部長公舎に分かれて襲撃をかけた。梅谷は群衆が知事公舎に向かっていることを知ると、公舎のバルコニーから「諸君らは、あまりに激昂している。静かに話してくれ」と語りかけたが、激昂した群衆は護衛の警官20人を突き飛ばして内部へ侵入。知事は下駄などで殴打されて後頭部に裂傷を負った。公舎の窓ガラスは群衆の投石により破壊された。一方、警察部長公舎に向かった群衆も護衛の警官を押し倒して内部に侵入。公舎にいた竹下豊次警察部長はトイレに隠れていたが、観念して出てきたところを群衆に見つかり下駄や棍棒などで殴打された。
また、二町に遅れて長野市に到着した中野町民は、岩村田・屋代町民らによる暴動の報を聞き、廃止賛成派と目された県議の私邸を襲撃した。
こうして、一通り襲った後、三町民は当初の予定通り県民大会会場に向かい、演説会を開始した。しかし、演説会のアジ演説に興奮した町民らは、示威のための県会議事堂包囲を決め、再び市の中心部へと行進を始めた。
議事堂に到着した群衆は、議事堂を包囲し、廃止反対のシュプレヒコールを上げた。そして、再び暴徒化した群衆が投石を始め、割れた窓から侵入する者も現れた。侵入した者たちは破壊の限りを尽くし、周りを取り囲む群衆の興奮も最高潮に達した。群衆は今にも議事堂に攻め入りかねない状態だったが、ここで、期成同盟側との交流があった県議が群衆の説得にあたり、寸前の所で突入は回避された。この説得をきっかけに、群衆も落ち着きを取り戻し、目立った混乱もなくそれぞれの町へと帰っていった。

## その後の顛末
暴動鎮静化後、警察による一斉摘発が開始。中野町では町民が総出で検挙の妨害を図ったが、憲兵も動員され最終的に866人が各地で検挙された。このうち638人が送検され、143人が起訴された（残りは免訴又は略式命令で処理）。知事、警察部長が更迭されたほか、建物などへの被害は甚大であり、厳しい判決が予想されたが、原嘉道、関直彦、花村四郎ら弁護士の活躍もあり、実刑はわずか6人で済んだ。
また、警廃事件は政争の火種ともなった。与党憲政会は「警廃事件は社会主義者の煽動である」と主張し、強硬な態度で事件に臨んだ。これに対し、憲政会潰しを画策する野党政友会は住民側を全面的に支援し、憲政会と真っ向から対立した。事件の責任についても、住民側にあるとする憲政会と、県側にあるとする政友会が激しく争ったが、結局、憲政会も、県知事による独断専行が事件の原因と認め、責任を問われた梅谷は免官となった。後任の高橋守雄は、1927年2月1日長野県告示第56号で、従前の3署の復活に加え、5署を新設するなど、住民側に大幅に譲歩した改革を実施した。
さらに、警廃事件は知事公選論を高めるきっかけともなった。当時知事は中央から派遣された内務官僚が務めており、知事職を腰掛けポスト程度にしか見ていない者が多かった。しかし、警廃事件の結果、中央ばかりを向いて県民の意向を無視する官選知事に対し疑問が呈されるようになり、大正デモクラシーの風潮にも後押しされ、自分たちの意志を県政に反映できる公選知事制を求める声が高まることとなった。
しかし1928年には全国の社会主義者、共産主義者を一斉に検挙した三・一五事件が勃発し、第1回目の知事選挙が行われたのは、日中戦争、太平洋戦争を経た戦後の1947年4月5日であった。

## 現在
- 事件の発端となった3つの警察署は現在、以下のようになっている。
  - 岩村田警察署→佐久警察署
  - 屋代警察署→千曲警察署
  - 中野警察署→中野警察署

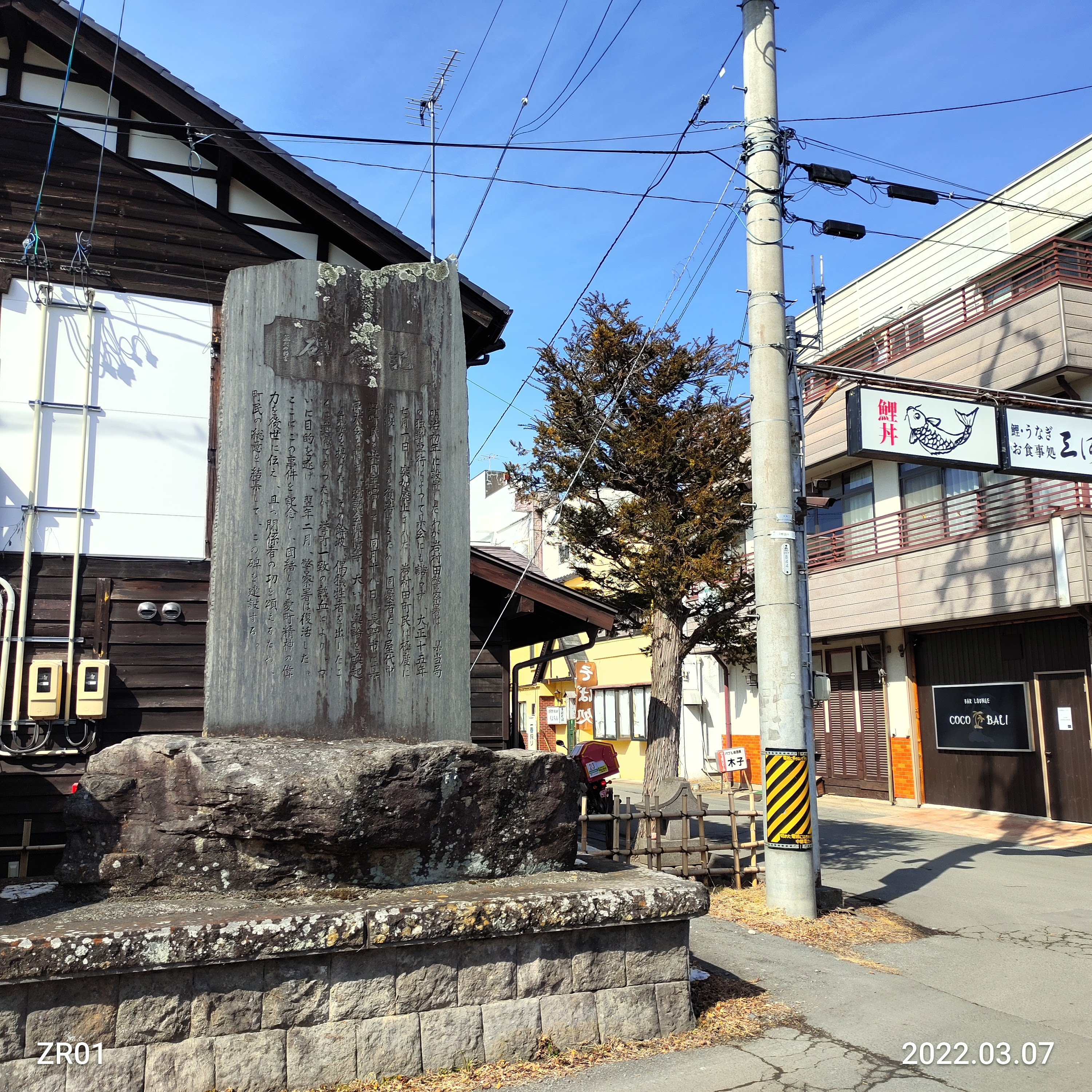
佐久市岩村田に建立されている警廃事件の記念碑

- 佐久市岩村田に建立されている警廃事件の記念碑長野県中野市の東山公園に、警廃事件記念塔がある。また、佐久市岩村田には、警廃の碑が建っている。